# Euphyia phaulophanes
Euphyia phaulophanes är en fjärilsart som beskrevs av Turner 1936. Euphyia phaulophanes ingår i släktet Euphyia och familjen mätare. Inga underarter finns listade i Catalogue of Life.